# Критерій Андерсона — Дарлінга
Класичний непараметричний критерій узгодженості Андерсона — Дарлінга [1, 2] призначений для перевірки простих гіпотез про належність аналізованої вибірки повністю відомому закону (про узгодженість емпіричного розподілення {\displaystyle F_{n}(x)} і теоретичного закону {\displaystyle F(x,\theta )}) , тобто для перевірки гіпотези вигляду {\displaystyle H_{0}:F_{n}(x)=F(x,\theta )} з відомим вектором параметрів теоретичного закону.
В критерії {\displaystyle \Omega ^{2}} Андерсона — Дарлінга [1, 2] використовується статистика виду:
{\displaystyle S_{\Omega }=-n-2\sum _{i=1}^{n}\left\{{\frac {2i-1}{2n}}\ln(F(x_{i},\theta ))+\left(1-{\frac {2i-1}{2n}}\right)\ln(1-F(x_{i},\theta ))\right\}},
де {\displaystyle n} — об'єм вибірки, {\displaystyle x_{1},x_{2},...,x_{n}} — впорядковані за зростанням елементи вибірки.
При справедливості простої гіпотези, що перевіряється, статистика критерію підпорядковується розподіленню виду {\displaystyle a2(S)} [2, 3, 4].
При перевірці простих гіпотез критерій є вільним від розподілу, тобто не залежить від виду закону, з яким перевіряється узгодженість.
Гіпотеза, яка перевіряється, відхиляється при великих значеннях статистики. Процентні точки розподілу {\displaystyle a2(S)} наведені в [3, 4].

## Перевірка складних гіпотез
При перевірці складних гіпотез виду {\displaystyle H_{0}:F_{n}(x)\in \left\{F(x,\theta ),\theta \in \Theta \right\}} , де оцінка {\displaystyle {\hat {\theta }}} скалярного або векторного параметра розподілення {\displaystyle F(x,\theta )} вираховується по тій же вибірці, непараметричні критерії узгодженості втрачають властивість свободи від розподілу [5, 4] (розподілом статистики при справедливості {\displaystyle H_{0}} вже не буде розподіл {\displaystyle a2(S)}).
При перевірці складних гіпотез розподілення статистик непараметричних критеріїв узгодженості залежать від ряду факторів: від виду спостережуваного закону {\displaystyle F(x,\theta )} , який відповідає справедливій гіпотезі {\displaystyle H_{0}}; від типу оцінюваного параметра і числа оцінюваних параметрів; в деяких випадках від конкретного значення параметра (наприклад, в разі сімейств гамма і бета-розподілів); від методу оцінювання параметрів. Відмінності в граничних розподілах тієї ж самої статистики при перевірці простих і складних гіпотез настільки істотні, що нехтувати цим ні в якому разі не можна.